# Мацуката Масаёси
Князь Мацуката Масаёси (яп. 松方 正義) (25 февраля 1835 года, Кагосима, княжество Сацума (ныне префектура Кагосима) — 2 июля 1924 года, Токио, Япония) — японский государственный деятель, 4-й (1891—1892) и 6-й (1896—1898) премьер-министр Японии.
Активно участвовал в событиях реставрации Мэйдзи. В 1868 году назначен губернатором провинции Хита. В 1870 году стал административным советником, в 1871 году — советником казначейства, занимался земельной реформой. В 1881 году был назначен министром финансов. Принимал участие в выпуске японских банкнот (1884). Оказал значительное влияние на превращение Японии в современную индустриальную державу.

## Ранние годы. Реставрация Мэйдзи
Родился в семье самурая. В 13 лет поступил в «Дзосикан», сацумскую конфуцианскую академию, где изучал труды Вана Янмина, акцентировавшего внимание на преданности императору.
Начал свою карьеру со службы в родном клане. В 1866 году был отправлен в Нагасаки для изучения западной науки, математики и геодезии. Окубо Тосимити и Сайго Такамори высоко оценивали способности Масаёси, а Окубо, позже ставший выдающимся государственным деятелем, сильно повлиял на Мацукату. Сайго Такамори держал связь с Кагосимой через Мацукату.
Узнав о том, что между силами Токугавы и Сацумой будет война, купил корабль Касуга для того, чтобы использовать в морских сражениях. Сацумские власти решили, что лучшим применением для этого судна станет грузоперевозка, и ему пришлось отказался от командования. Спустя несколько месяцев Касуга всё-таки стал боевым кораблём и участвовал в войне Босин.
Во время Реставрации Мэйдзи помогал заказывать военные корабли у англичан, когда сёгунат Токугава перестал существовать. В 1868 году был назначен губернатором префектуры Хита при содействии Окубо, ставшего министром внутренних дел при Мэйдзи. На губернаторском посту провёл несколько реформ, включая инициирование строительства дорог, порта Беппу и детского дома. Администраторские способности Масаёси были отмечены в Токио, и, спустя два года, его пригласили в столицу.

## Финансовая реформа
Переехал в Токио в 1871, сразу же начав работу над земельно-налоговой реформой 1873—1881 годов.
В новой системе:
1. налоги собирались деньгами, а не рисом;
2. налоги считались по стоимости имения, а не как процент от урожая;
3. налоги были установлены на уровне 3 % от стоимости имения, платить их стал владелец.

Новая налоговая система была принципиально отличной от традиционной, которая требовала оплаты налогов рисом, а его количество зависело от региона и урожая. Новая система не сразу пришлась по вкусу японцам.
В 1880 году вошел в состав правительства в должности министра внутренних дел. Через год, когда Окума Сигэнобу был изгнан из правительства в результате переворота, был переведен в должность министра финансов; японская экономика находилась в кризисной ситуации из-за высокой инфляции. Как ответную меру он предложил налоговые ограничения, которые привели к «дефляции Мацукаты». Экономика стабилизировалась, но последовавший обвал цен на рынке привёл к тому, что многие мелкие землевладельцы потеряли свои земли, отдав их заимодателям. В 1882 году он основал Банк Японии, который стал печатать бумажные деньги вместо государства. В 1885 году новый премьер-министр Ито Хиробуми назначил его на должность министра финансов.
На этом посту он старался оградить японскую экономику от западных конкурентов, но неравные договоры ограничивали его. Уязвимость протекционистских методов компенсировалась тем, что они помогли Японии в долгосрочной перспективе: страна начала создавать экспортные товары. Правительство пыталось создавать государственные фабрики, но недостаток финансов заставил продавать их частным лицам в обмен на выполнение особых запросов государства. Такая практика вызвала подъём системы дзайбацу.
Служил министром финансов в семи из десяти первых кабинетов, в течение 18 лет из двух десятилетий (1881—1901). Он — автор 62—72-й статей Конституции Мэйдзи (1889).

## Премьер-министр
Был назначен премьер-министром после Ямагаты Аритомо и занимал этот пост в 1891—1892 годах, вновь возглавлял правительство Японии с 1896 по 1898 год, одновременно являлся министром финансов.
Одной из проблем, стоявших перед его кабинетом, были действия Общества чёрного океана (Гэнъёся), которое имело поддержку влиятельных лиц во власти, получив таким образом достаточное могущество для того, чтобы государство было вынуждено идти ему на уступки. В 1892 году представители этой политической группировки требовали и получили от премьер-министра обещания об ужесточении внешней политики.
Также занимал посты президента японского общества Красного креста, входил в состав тайного совета; был членом парламента (яп. 議定官 гидзё:кан), Палаты лордов, хранителем печати Японии. Позднее ему присвоили титул князя и гэнро.
После введения аристократических титулов в 1884 году стал графом, в 1907 году — маркизом, в 1922 году — князем.

## Личная жизнь и родственники
У Масаёси было много детей, по крайней мере, 13 сыновей и 11 дочерей. Один из его сыновей, Мацуката Кодзиро (1865—1950), инвестировал своё состояние в тысячи европейских шедевров живописи, скульптуры и другие произведения изобразительного искусства. Он хотел создать базу для появления музея европейского искусства, и, хотя эта цель не была достигнута при его жизни, в 1959 году в Токио был основан Национальный музей европейского искусства.
Его внучка, журналист Хару Райшауэр, вышла замуж за американского историка, специализирующегося на истории Японии, а также посла США в Японии, Эдвина Райшауэра.

## Награды и звания
Удостоен ордена Хризантемы с цепью (1906), а затем — ордена Хризантемы с большой лентой (1916).